# Zwartstaarttityra
De zwartstaarttityra (Tityra cayana) is een zangvogel uit de familie Tityridae.

## Verspreiding en leefgebied
Deze soort komt wijdverspreid voor in Zuid-Amerika en telt twee ondersoorten:
- T. c. cayana: van Colombia tot N-Bolivia, N-Brazilië en de Guyana's en Trinidad.
- T. c. braziliensis: O- en Z-Brazilië, O-Paraguay en NO-Argentinië.

## Status
De grootte van de populatie is niet gekwantificeerd maar de soort wordt omschreven als vrij algemeen. Op de Rode lijst van de IUCN heeft deze soort de status niet bedreigd.